# Ларошетт
Ларошетт (люкс. Fiels, фр. Larochette) — город и одноимённая коммуна в Люксембурге. Расположена в округе Люксембург. Коммуна Ларошетт является частью кантона Мерш. В коммуне находится одноимённый населённый пункт.
Население составляет 1839 человек (на 2008 год), в коммуне располагаются 662 домашних хозяйств. Занимает площадь 15,40 км² (по занимаемой площади 79 место из 116 коммун). Наивысшая точка коммуны над уровнем моря составляет 420 м. (43 место из 116 коммун), наименьшая 266 м. (77 место из 116 коммун).

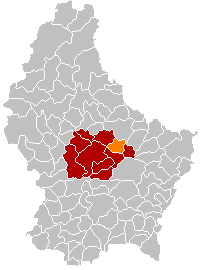
Оранжевый цвет - коммуна Ларошетт, красный - кантон Мерш.